# Militärflugplatz Viterbo

i7
i11
i13
Der Militärflugplatz Viterbo (ICAO-Code: LIRV) liegt in der italienischen Region Latium, drei Kilometer nordwestlich der Provinzhauptstadt Viterbo und rund 80 Kilometer nördlich von Rom.

## Nutzung
Der Flugplatz wird hauptsächlich von den italienischen Heeresfliegern genutzt. Hier befindet sich das Heeresfliegerkommando, das Ausbildungszentrum der Heeresflieger, die 4. Unterstützungsabteilung der Heeresflieger (Wartung, Instandsetzung, Logistik) sowie das 1. Heeresfliegerregiment „Antares“ und das 3. Heeresfliegerregiment „Aldebaran“. Letzteres dient der Unterstützung von Spezialkräften und ist unter anderem mit Hubschraubern vom Typ CH-47F Chinook ausgerüstet. Darüber hinaus befindet sich auf dem Gelände auch die Unteroffizierschule der italienischen Luftwaffe. Die Unteroffizierschule des Heeres hat ihren Sitz ebenfalls in Viterbo. An beiden Schulen werden höhere Unteroffiziere in Zusammenarbeit mit der Universität Tuscia ausgebildet.

## Geschichte
Der Militärflugplatz Viterbo wurde im Jahr 1937 eröffnet und zunächst Stützpunkt eines Geschwaders (9º Stormo). Von Mai 1943 bis Juni 1944 stationierte die deutsche Luftwaffe hier eine Fliegerhorstkommandantur. In dieser Zeit lagen hier Teile der Kampfgeschwader 1 und 30 und des Schlachtgeschwaders 4.
Von den 1940er Jahren bis 2005 absolvierten hier Wehrpflichtige der italienischen Luftwaffe ihre Allgemeine Grundausbildung. Mit Aussetzung der Wehrpflicht übernahm die Unteroffizierschule der Luftwaffe 2005 etliche Einrichtungen auf dem Flugplatz. Für die 1953 (wieder) gegründeten italienischen Heeresflieger wurde Viterbo zum Zentrum ihres Auf- und Ausbaus.
Seit 2007 gab es seitens des Verkehrsministeriums in Rom Planungen, den Militärflugplatz Viterbo zum dritten Verkehrsflughafen der italienischen Hauptstadt auszubauen. Er sollte vor allem den Low-Cost-Verkehr von Rom-Ciampino übernehmen. Zur besseren Verkehrsanbindung des neuen Flughafens Rom-Viterbo sollten auch neue Straßen und Bahnlinien gebaut werden. Am 29. Januar 2013 wurde die Planung dieses Projekts endgültig beendet.

## Bilder

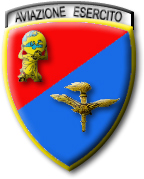
Wappen der italienischen Heeresflieger
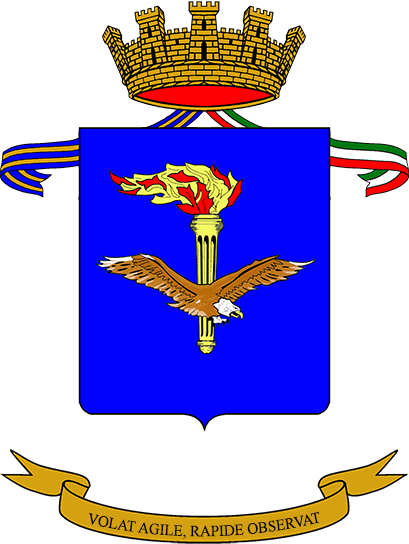
Wappen des Heeresfliegerzentrums Viterbo
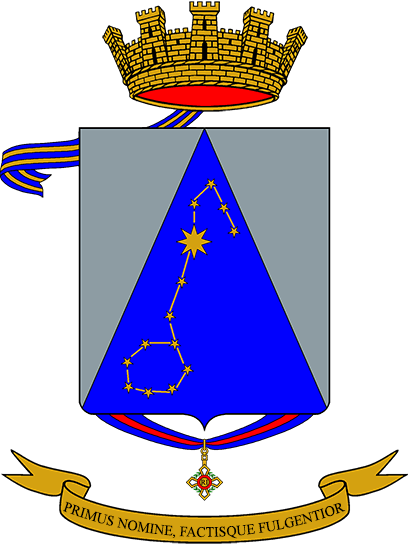
Wappen 1. Heeresfliegerregiment „Antares“
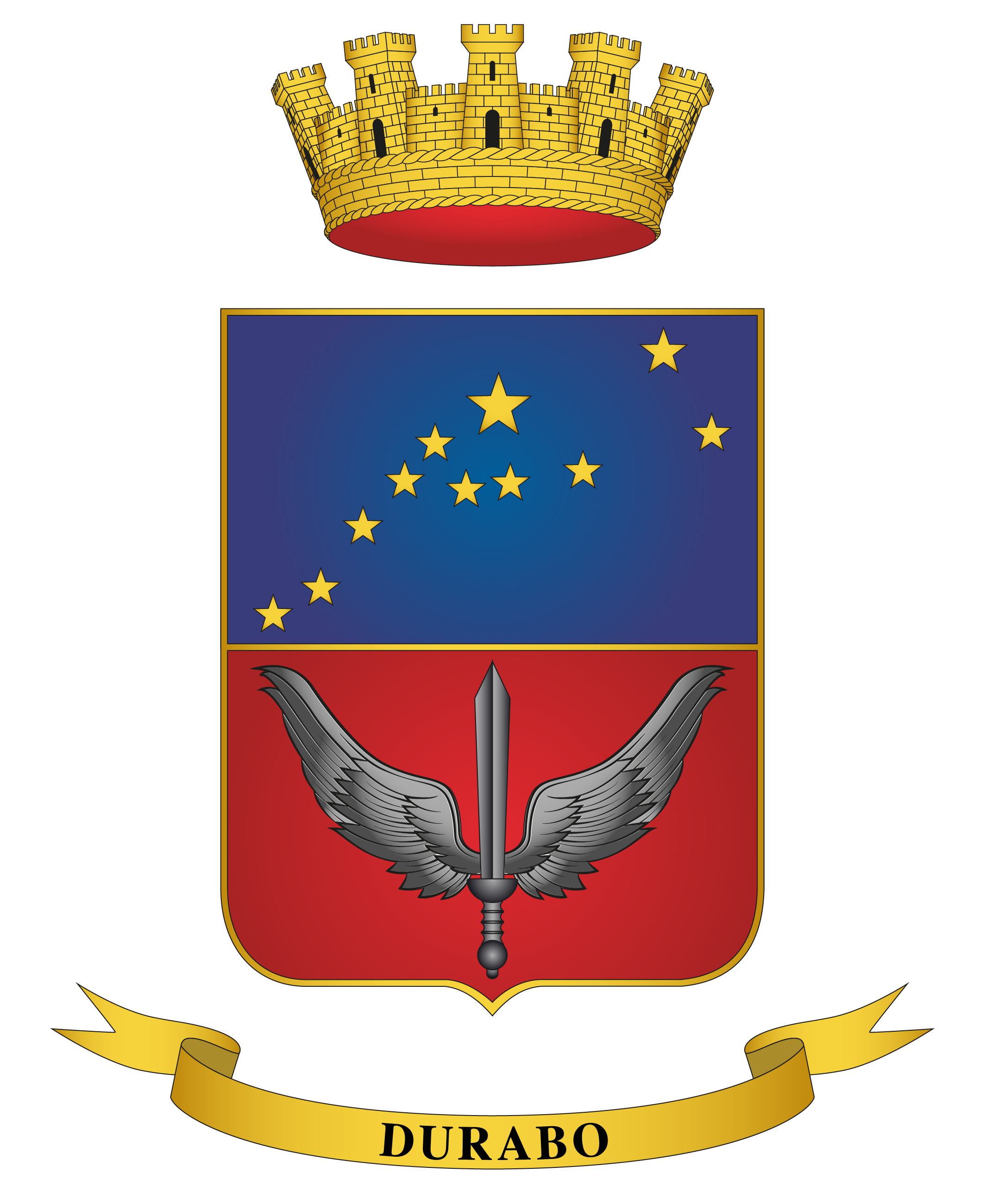
Wappen 3. Heeresfliegerregiment „Aldebaran“
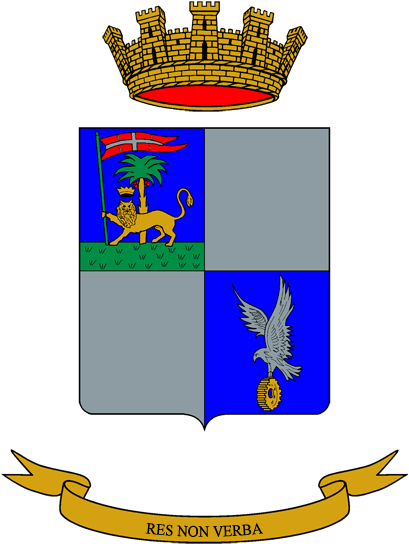
4. Heeresflieger-Unterstützungsabteilung „Scorpione“